# Lijst van voetbalinterlands Libanon - Noord-Korea
Deze lijst van voetbalinterlands is een overzicht van alle officiële voetbalwedstrijden tussen de nationale teams van Libanon en Noord-Korea. De landen speelden tot op heden negen keer tegen elkaar. Het eerste duel betrof een vriendschappelijke wedstrijd, die werd gespeeld in Beiroet op 16 februari 2000. De laatste ontmoeting, een kwalificatiewedstrijd voor het Wereldkampioenschap voetbal 2022, vond plaats op 19 november 2019 in de Libanese hoofdstad.

## Wedstrijden
| № | Plaats    | Datum            | Competitie                 | Wedstrijd             | Uitslag |
| - | --------- | ---------------- | -------------------------- | --------------------- | ------- |
| 1 | Beiroet   | 16 februari 2000 | Vriendschappelijk          | Libanon – Noord-Korea | 1 – 0   |
| 2 | Pyongyang | 4 september 2003 | Azië Cup 2004 kwalificatie | Noord-Korea – Libanon | 0 – 1   |
| 3 | Beiroet   | 3 november 2003  | Azië Cup 2004 kwalificatie | Libanon – Noord-Korea | 1 – 1   |
| 4 | Phuket    | 23 januari 2009  | Vriendschappelijk          | Noord-Korea – Libanon | 0 – 1   |
| 5 | Pyongyang | 5 september 2017 | Azië Cup 2019 kwalificatie | Noord-Korea − Libanon | 2 − 2   |
| 6 | Beiroet   | 10 oktober 2017  | Azië Cup 2019 kwalificatie | Libanon − Noord-Korea | 5 − 0   |
| 7 | Sharjah   | 17 januari 2019  | Azië Cup 2019              | Libanon − Noord-Korea | 4 − 1   |
| 8 | Pyongyang | 5 september 2019 | WK 2022 kwalificatie       | Noord-Korea − Libanon | 2 − 0   |
| 9 | Beiroet   | 19 november 2019 | WK 2022 kwalificatie       | Libanon − Noord-Korea | 0 − 0   |

## Samenvatting
| Competitie            | Totaal gespeeld | Winst Libanon | Gelijk | Winst Noord-Korea | Doelsaldo Libanon – Noord-Korea |
| --------------------- | --------------- | ------------- | ------ | ----------------- | ------------------------------- |
| WK-kwalificatie       | 2               | 0             | 1      | 1                 | 0 − 2                           |
| Azië Cup              | 1               | 1             | 0      | 0                 | 4 − 1                           |
| Azië Cup-kwalificatie | 4               | 2             | 2      | 0                 | 9 − 3                           |
| Vriendschappelijk     | 2               | 2             | 0      | 0                 | 2 − 0                           |
| Totaal                | 9               | 5             | 3      | 1                 | 15 − 6                          |

FLFA · 
A-internationals · 
Libanees vrouwenelftal
1940 – 1949 · 
1950 – 1959 · 
1960 – 1969 · 
1970 – 1979 · 
1980 – 1989 · 
1990 – 1999 · 
2000 – 2009 · 
2010 – 2019 ·
2020 − 2029
Afghanistan ·
Algerije ·
Armenië ·
Australië ·
Bahrein ·
Bangladesh ·
Bhutan ·
Bulgarije ·
Cambodja ·
China ·
Cyprus ·
Djibouti ·
Ecuador ·
Egypte ·
Equatoriaal-Guinea ·
Estland ·
Filipijnen ·
Gabon ·
Georgië ·
Hongarije ·
Hongkong ·
India ·
Irak ·
Iran ·
Jemen ·
Jordanië ·
Kazachstan ·
Kirgizië ·
Koeweit ·
Laos ·
Libië ·
Malediven ·
Maleisië ·
Malta ·
Marokko ·
Mauritanië ·
Mongolië ·
Montenegro ·
Myanmar ·
Namibië ·
Nieuw-Zeeland ·
Noord-Korea ·
Noord-Macedonië ·
Oeganda ·
Oezbekistan ·
Oman ·
Oost-Timor ·
Pakistan ·
Palestina ·
Qatar ·
San Marino ·
Saoedi-Arabië ·
Singapore ·
Slowakije ·
Soedan ·
Somalië ·
Sri Lanka ·
Syrië ·
Tadzjikistan ·
Thailand ·
Tsjechië ·
Tunesië ·
Turkije ·
Turkmenistan ·
Vanuatu ·
Verenigde Arabische Emiraten ·
Vietnam ·
Zuid-Korea
DPR Korean Football Association · A-internationals · Selecties · Bondscoaches · Noord-Koreaans vrouwenelftal · Noord-Korea U21 · Noord-Korea U20 · Noord-Korea U19 · Noord-Korea U18 · Noord-Korea U17
1959 – 1969 · 
1970 – 1979 · 
1980 – 1989 · 
1990 – 1999 · 
2000 – 2009 · 
2010 – 2019
AC 1980 ·
AC 1992 ·
AC 2011 ·
AC 2015
WK 1966 ·
WK 2010
OS 1964 ·
OS 1976
1959 ·
1960 ·
1961–1964 · 
1965 ·
1966 ·
1967–1972 · 
1973 ·
1974 ·
1975 ·
1976 ·
1977 · 
1978 ·
1979 ·
1980 ·
1981 ·
1982 ·
1983–1984 · 
1985 ·
1986 ·
1987 · 
1988 ·
1989 ·
1990 ·
1991 ·
1992 ·
1993 ·
1994–1997 · 
1998 ·
1999 ·
2000 ·
2001 ·
2002 ·
2003 ·
2004 ·
2005 ·
2006 · 
2007 ·
2008 ·
2009 ·
2010 ·
2011 ·
2012 ·
2013 ·
2014 ·
2015 ·
2016 ·
2017
Afghanistan ·
Australië · 
Bahrein · 
Bangladesh · 
Bolivia · 
Brazilië · 
Bulgarije ·
Burkina Faso ·
Cambodja · 
Canada · 
Chili · 
China · 
Congo-Brazzaville · 
Egypte · 
Filipijnen · 
Finland · 
Griekenland · 
Guam · 
Guinee ·
Hongkong · 
India · 
Indonesië · 
Irak · 
Iran · 
Italië · 
Ivoorkust · 
Japan · 
Jemen · 
Jordanië · 
Kazachstan · 
Kirgizië · 
Koeweit · 
Letland · 
Libanon · 
Macau · 
Maleisië · 
Mali · 
Mexico · 
Mongolië · 
Myanmar · 
Nepal · 
Nigeria · 
Noorwegen · 
Oezbekistan · 
Oman · 
Pakistan ·
Palestina · 
Paraguay ·
Polen · 
Portugal · 
Qatar · 
Saoedi-Arabië · 
Singapore · 
Sovjet-Unie · 
Sri Lanka · 
Syrië · 
Tadzjikistan · 
Taiwan · 
Thailand · 
Turkmenistan · 
Venezuela · 
Verenigde Arabische Emiraten · 
Verenigde Staten · 
Vietnam · 
Zambia · 
Zuid-Afrika · 
Zuid-Korea · 
Zweden
Ivoorkust (2010) ·